# Francoaceae
Francoaceae A.Juss. è una famiglia di piante angiosperme dell'ordine Geraniales.

## Tassonomia
La famiglia comprende i seguenti generi:
- Balbisia Cav.
- Bersama Fresen.
- Dimorphopetalum Bertero
- Francoa Cav.
- Greyia Hook. & Harv.
- Melianthus L.
- Rhynchotheca Ruiz & Pav.
- Viviania Cav.